# Pinguicula orchidioides
Pinguicula orchidioides är en tätörtsväxtart som beskrevs av A. Dc.. Pinguicula orchidioides ingår i släktet tätörter, och familjen tätörtsväxter. Inga underarter finns listade i Catalogue of Life.

## Bildgalleri

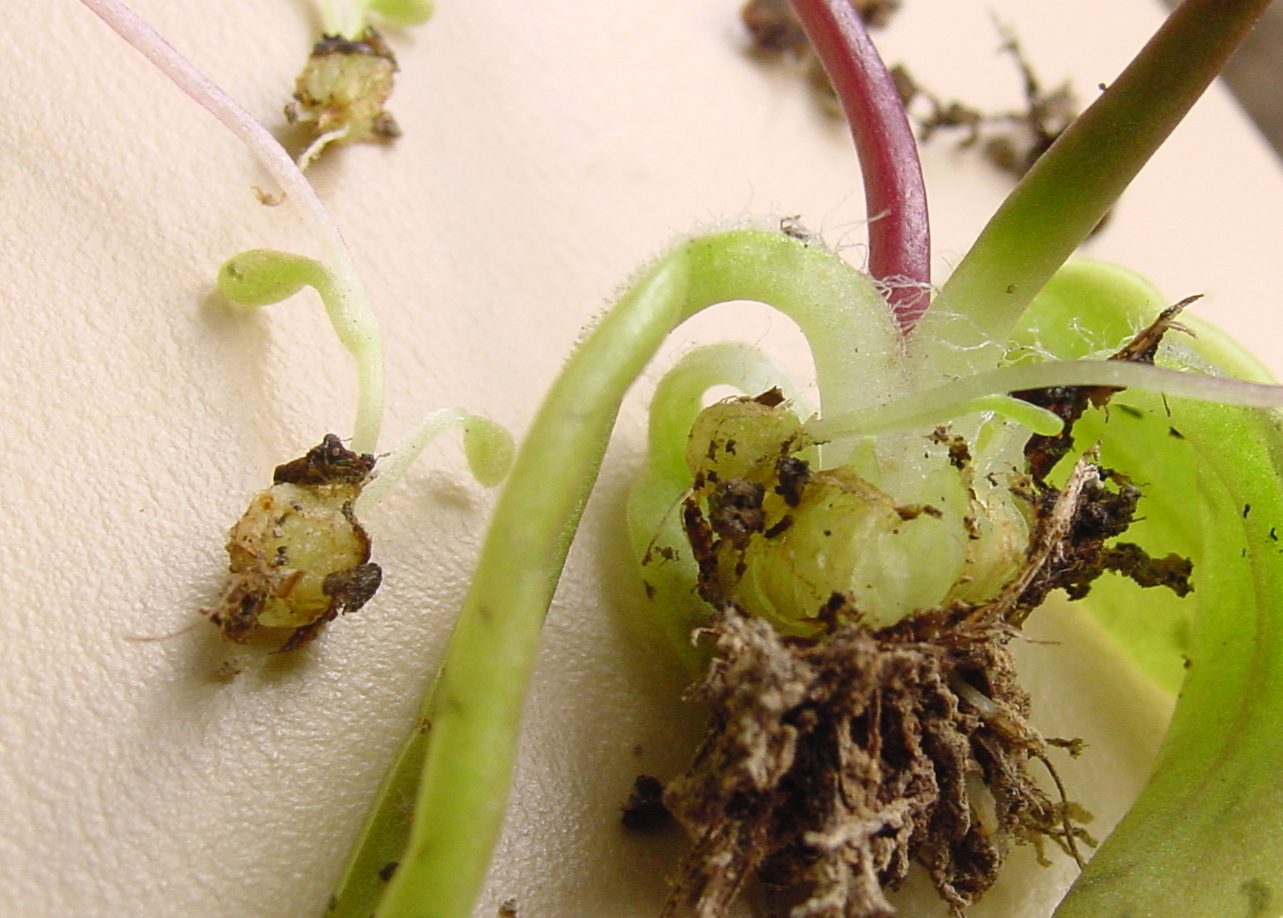
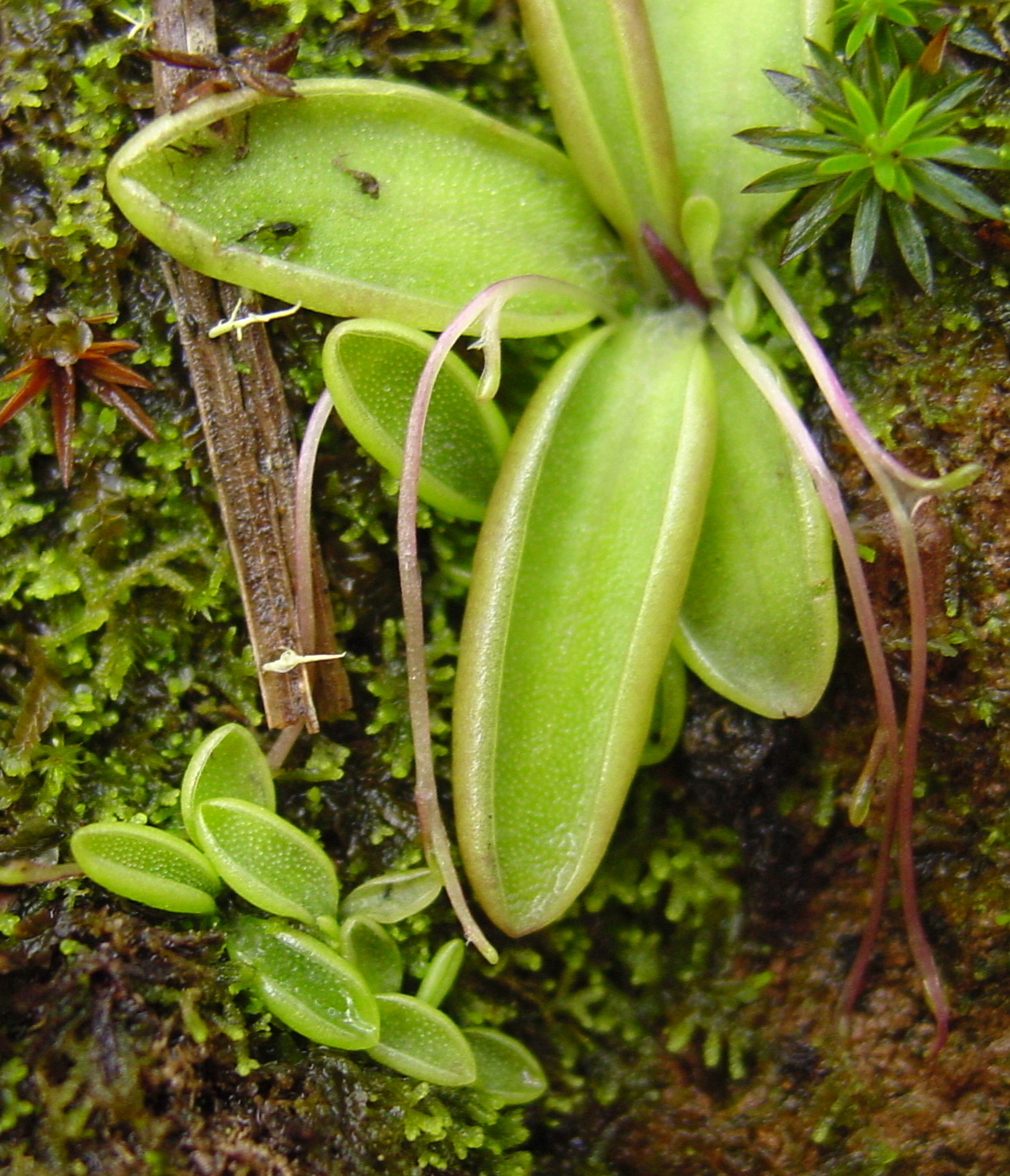
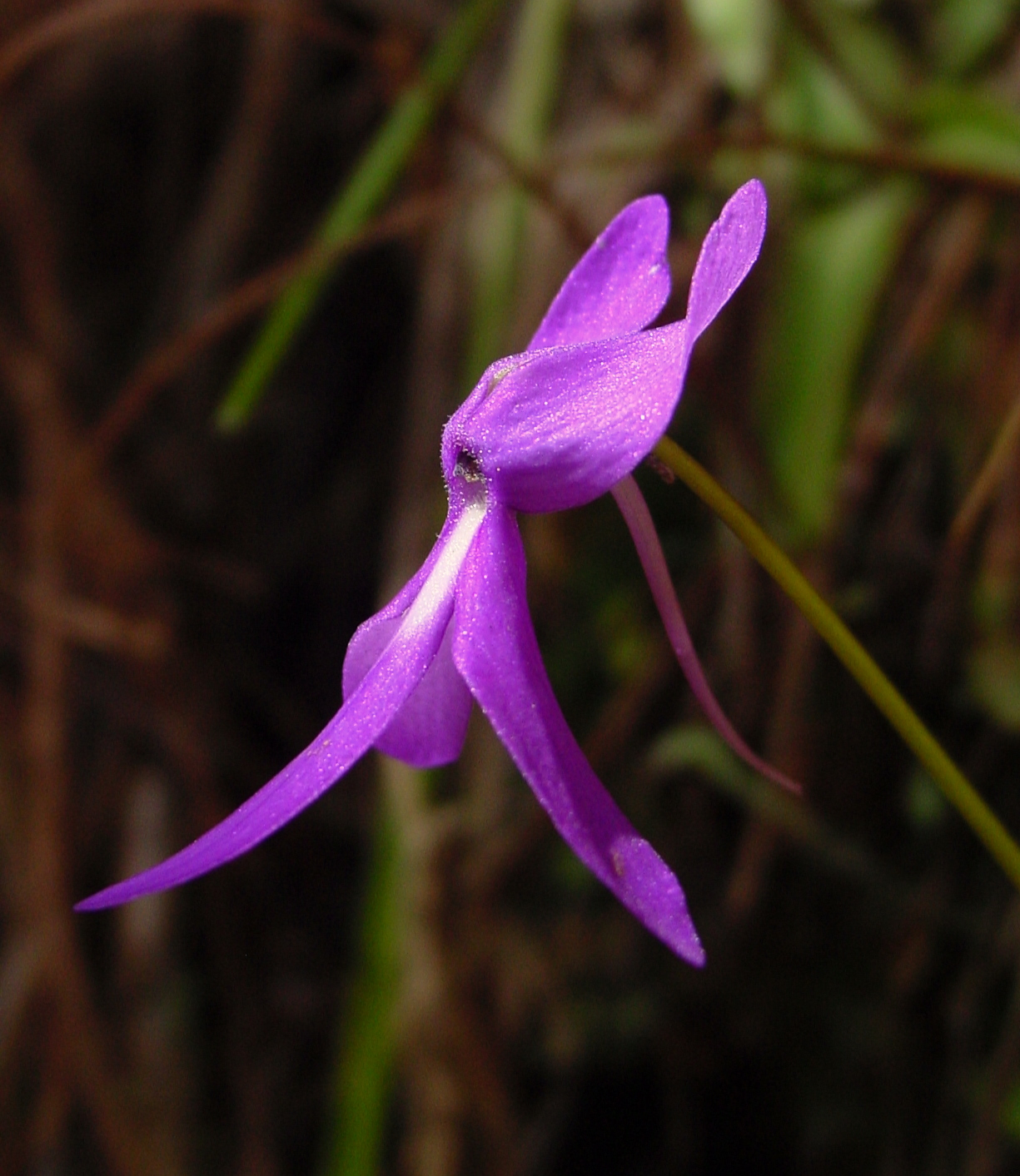
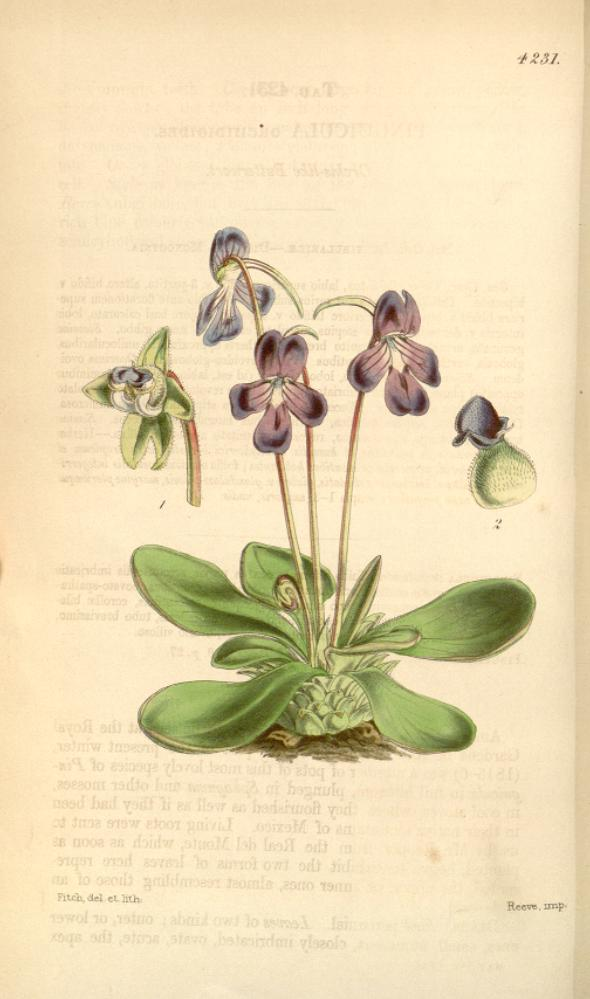
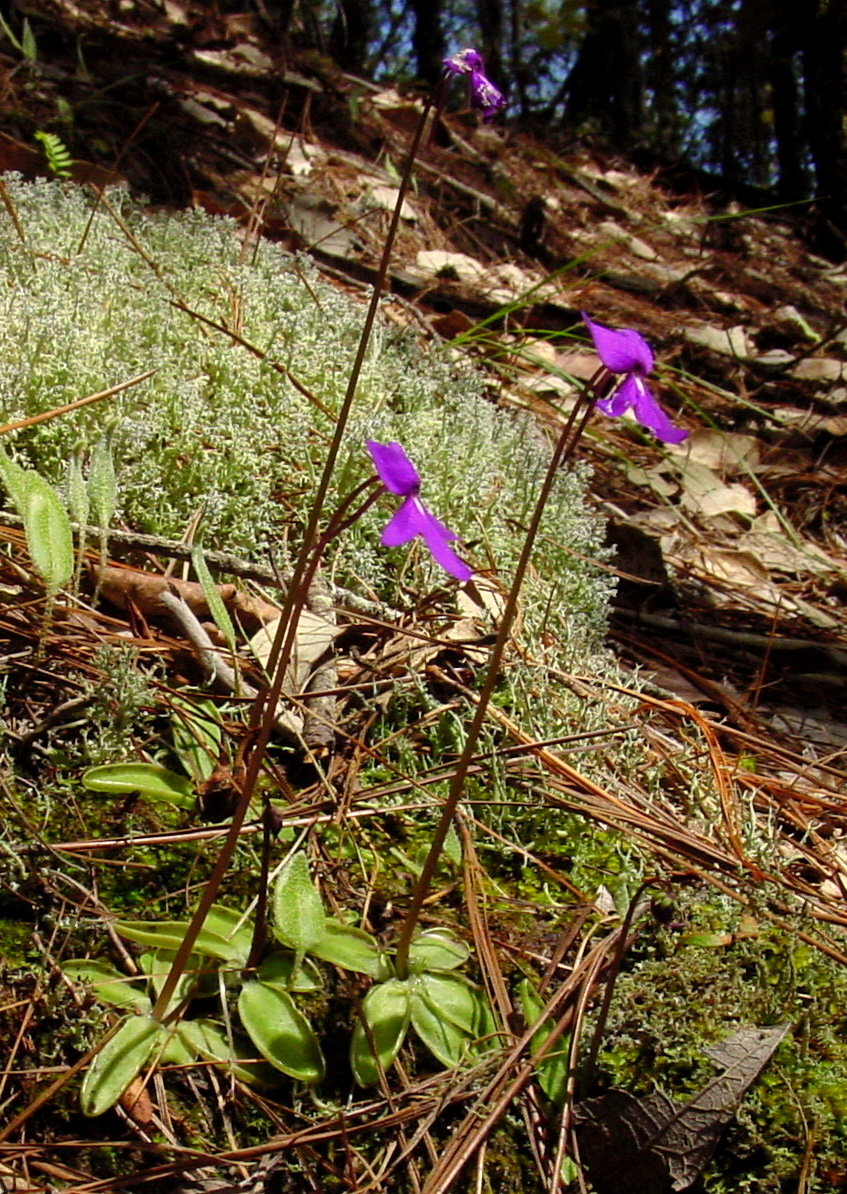